# Bielorrússia nos Jogos Paralímpicos de Verão de 2012
A Bielorrússia foi participante dos Jogos Paralímpicos de Verão de 2012, que aconteceram em Londres, na Grã-Bretanha.

## Medalhistas
| Atleta     | Esporte | Evento                           | Medalha |
| ---------- | ------- | -------------------------------- | ------- |
| Ihar Boki  | Natação | 100 metros livre masculino - S13 | Ouro    |
| Ilhar Boki | Natação | 400 metros livre masculino - S13 | Ouro    |
| Ilhar Boki | Natação | 50 metros livre masculino - S13  | Prata   |

## Desempenho

### Levantamento de peso
Feminino
| Atletas         | Evento   | Resultado | Posição |
| --------------- | -------- | --------- | ------- |
| Liudmila Hreben | +82.5 kg | 125,0     | 5º      |

### Natação
Masculino
| Atletas          | Evento                 | Preliminares | Preliminares | Final   | Final   |
| Atletas          | Evento                 | Marca        | Posição      | Marca   | Posição |
| ---------------- | ---------------------- | ------------ | ------------ | ------- | ------- |
| Uladzimir Izotau | 50 metros livre - S12  | 25s42 Q      | 6º           | 24s99   | 5º      |
| Ilhar Boki       | 50 metros livre - S13  | 24s26 Q      | 1º           | 24s07   |         |
| Dzmitry Salei    | 50 metros livre - S13  | 24s33 Q      | 2º           | 24s30   | 5º      |
| Ihar Boki        | 100 metros livre - S13 | 52s08 Q      | 1º           | 51s91   |         |
| Dzmitry Salei    | 100 metros livre - S13 | 53s78 Q      | 5º           | 53s76   | 6º      |
| Ilhar Boki       | 400 metros livre - S13 | 4m02s83 Q    | 1º           | 3m58s78 |         |